# Ivan Matteo Lombardo
Ivan Matteo Lombardo (Milano, 22 maggio 1902 – Roma, 6 febbraio 1980) è stato un politico italiano.
Esponente del Partito Socialista Italiano, ufficialmente non aderì a nessuna corrente interna, ma le sue simpatie per le posizioni riformiste erano note.

## Biografia
Operò come segretario del partito dal 17 aprile 1946 al 13 gennaio 1947. Fu eletto con una modalità curiosa: al termine del congresso socialista di Firenze, le correnti di "destra" (Saragat e Mondolfo), "sinistra" (Nenni, Basso e Lizzadri) e "centro" (Pertini e Silone) non riuscirono ad accordarsi sulla scelta del nuovo segretario e alla fine decisero di attribuire il ruolo a un uomo di transizione e al di sopra delle parti, Lombardo appunto, che però in quel momento si trovava a Washington in qualità di sottosegretario al commercio con l'estero e non era stato avvisato; quando, ancora negli Stati Uniti d'America, ricevette tale notizia, Lombardo inizialmente la ritenne frutto di un errore di trasmissione e chiese più volte delle conferme prima di ritenerla veritiera.
Successivamente, dopo la scissione di palazzo Barberini, inizialmente rimase nel partito socialista, ma poco più di un anno dopo fu tra i fondatori dell'Unione dei Socialisti che nell'aprile 1948 presentò liste con il Partito Socialista Democratico Italiano. Fu segretario dell'UdS da febbraio 1948 al giugno 1949. 
Dopo l'uscita dal PSI fu due volte ministro: dell'industria e del commercio dal 23 maggio 1948 al 7 novembre 1949 (quinto governo De Gasperi) e del commercio con l'estero dal 27 gennaio 1950 al 5 aprile 1951 (sesto governo De Gasperi).
Fu deputato all'Assemblea costituente e nella prima legislatura.
Nel 1963 sottoscrisse il manifesto per la nuova Repubblica insieme con Randolfo Pacciardi, Tomaso Smith, Alfredo Morea, Raffaele Cadorna e Mario Vinciguerra per realizzare in Italia una repubblica presidenziale.
Nel 1965 partecipò al convegno dell'hotel Parco dei Principi, noto come il "Convegno sulla guerra rivoluzionaria", organizzato dal 3 al 5 maggio dall'Istituto di studi militari Alberto Pollio, con un intervento intitolato "Guerra comunista permanente contro l'Occidente".
Il fondo di Ivan Matteo Lombardo è stato depositato presso gli Archivi storici dell'Unione europea a Firenze.
Riposa al Cimitero Monumentale di Milano.